# Micrelaphinis
Micrelaphinis is een geslacht van kevers uit de familie bladsprietkevers (Scarabaeidae). Het geslacht werd voor het eerst wetenschappelijk beschreven in 1896 door Schoch.

## Soorten
- Micrelaphinis adspersula (Gerstaecker, 1884)
- Micrelaphinis delagoensis (Schoch, 1894)
- Micrelaphinis irrorata (Fabricius, 1798)
- Micrelaphinis latecostata (Boheman, 1857)
- Micrelaphinis pumila (Boheman, 1857)